# المتحف الحربي (صنعاء)

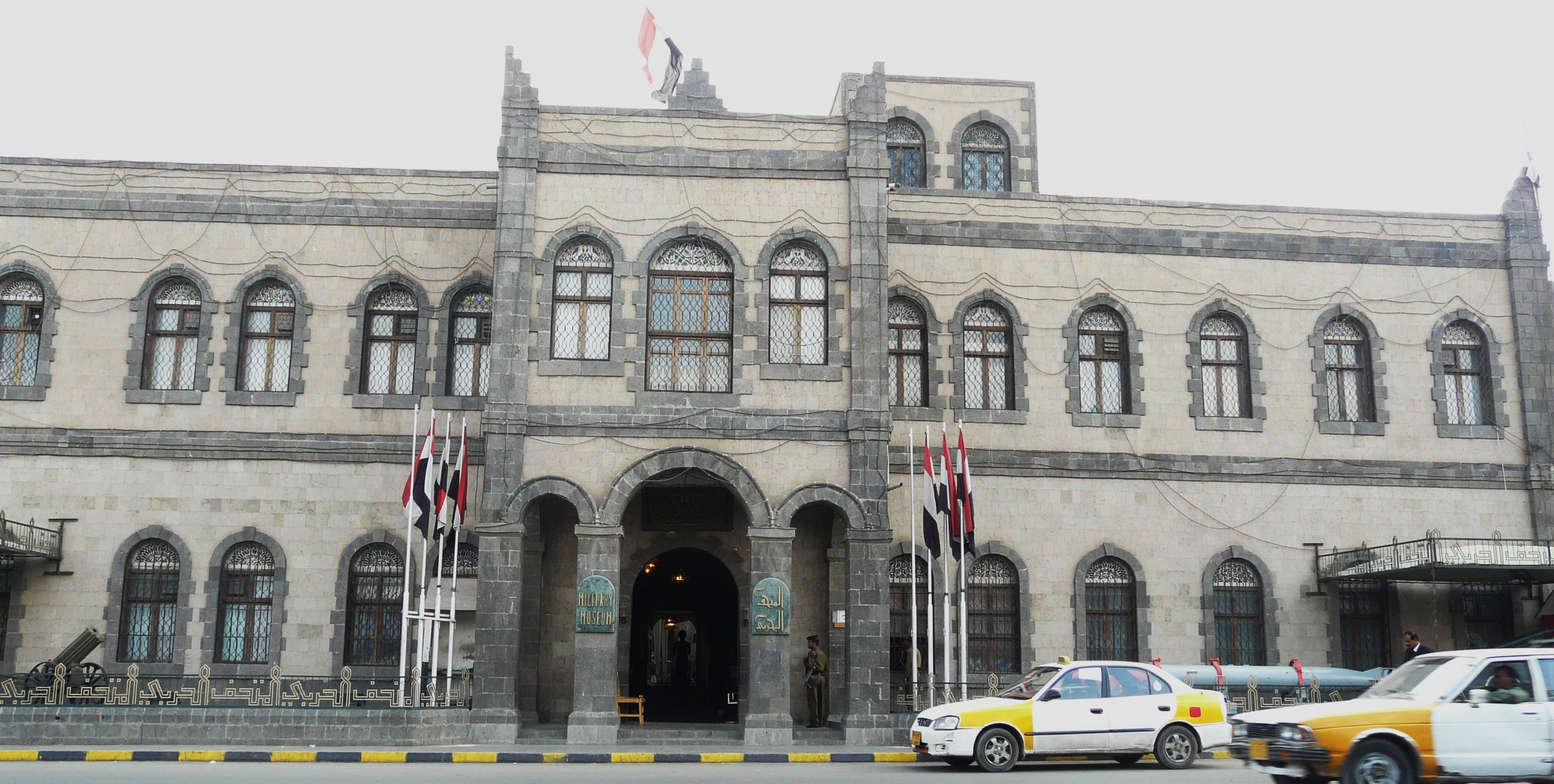
المتحف الحربي بصنعاء - عاصمة الجمهورية اليمنية.

المتحف الحربي بصنعاء، أحد متاحف اليمن التاريخية التي تأسست في الثمانينيات ويهتم بعرض العديد من القطع العسكرية والأسلحة والمعدات التاريخية التي استخدمتها القوات المسلحة اليمنية على مراحل تاريخية مختلفة. بالإضافة، تم تزويده ببعض من المقتنيات الأثرية والمخطوطات التاريخية والوثائق العسكرية وغيرها من الآثار اليمنية والهدايا الأجنبية المتعلقة عادة.
يقع المتحف الحربي في أمانة العاصمة جنوب غرب ميدان التحرير بين وزارة التربية والتعليم ومبنى أمانة العاصمة، ويحتل مكانة مهمة ومرجعا تاريخيا للكثير من الزوار والدارسين داخل وخارج اليمن.

## تاريخ

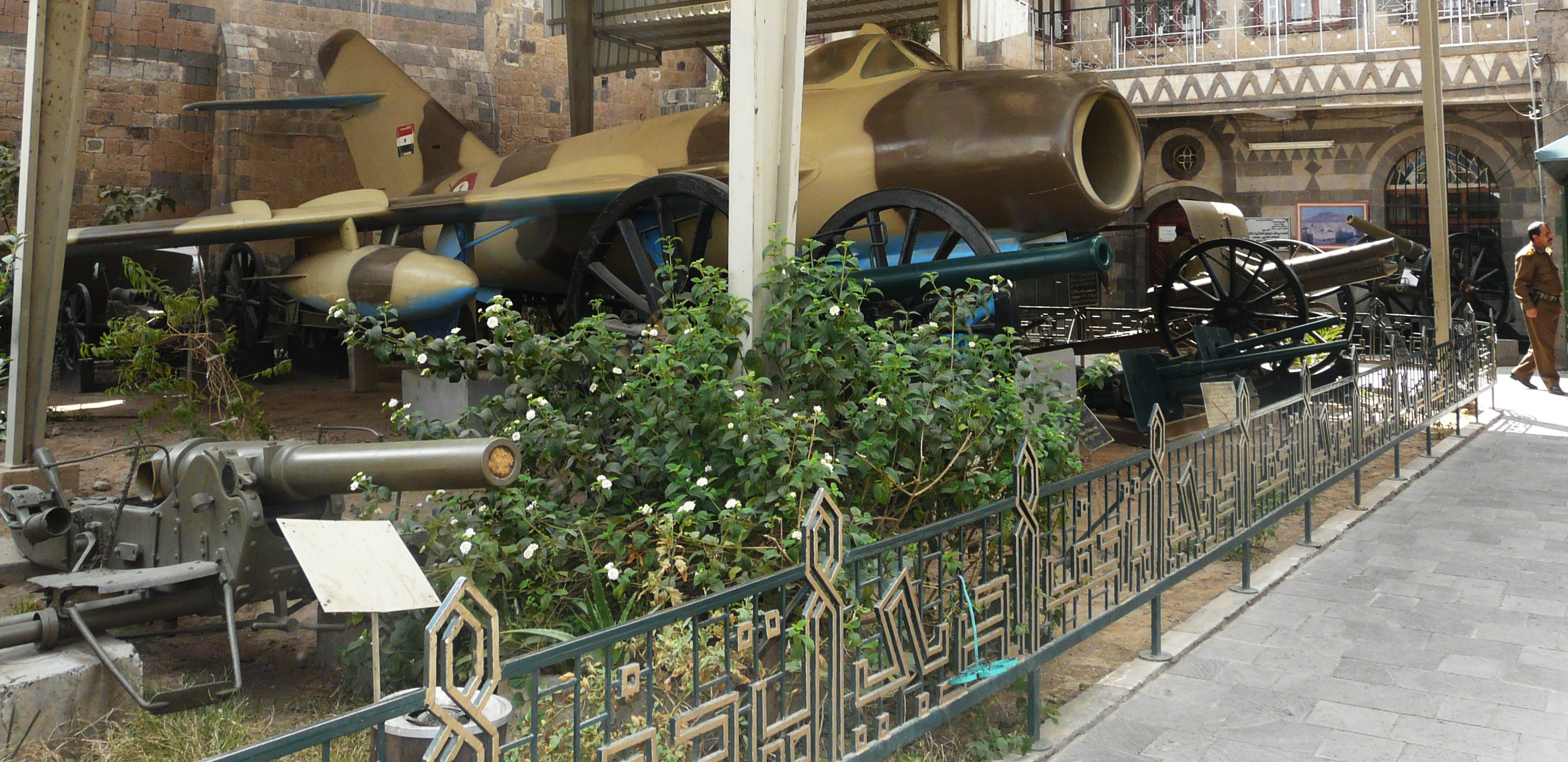
طائرة ميغ-17 استخدمت عام 1967 لضرب القوات الملكية أثناء حصار السبعين مع بعض المدافع الثقيلة.

تأسس المتحف الحربي بداية عام 1984م ومع أنه افتتح رسميا أمام الزوار والجماهير في 30 سبتمبر 1984 م إلا أنه أغلق بعدها بفترة وجيزة بسبب بعض النقص في التجهيزات. تم فتح المتحف مرة أخرى عام 1987، واستمر حتى تحقيق الوحدة اليمنية عام 1990 م. بعد هذا العام وانسجاما مع الهيكل التنظيمي لوزارة الدفاع ورئاسة هيئة الأركان العامة تم دمج هذا المتحف مع المتحف الحربي بعدن إداريا تحت اسم دائرة المتاحف الحربية ثم ما لبثت هذه الإدارة أن دمجت مع عدد من الدوائر العسكرية بعد عام 1994 في دائرة واحدة أطلق عليها اسم دائرة التوجيه المعنوي. نظرا لقدم المبنى الأصلي والذي يعود إلى عهد الدولة العثمانية.

### تاريخ المبنى
بني المتحف الحربي بصنعاء أولا على يد العثمانيين عام 1902 كمدرسة، ثم تحول على يد الإمام يحيى حميد الدين إلى سجن الصنايعة في الأربعينيات. أصبح المبنى بين عامي 1940-1943م مقرا للبعثة العسكرية العراقية المكلفة بإعداد كادر عسكري لليمن.
في العام 1965م تحوّل المبنى إلى مقر لوزارة الداخلية - أي بعد ثلاث سنوات من قيام الثورة اليمنية، وفي العام 1984م تحوّل إلى مبنى للمتحف الحربي بأمر من الرئيس علي عبد الله صالح.

## محتويات المبنى
يتألف المبنى من ثلاثة طوابق، إثنى عشر قاعة إضافة إلى الساحات الداخلية والخارجية والأمامية للمتحف.
تم ترتيب أوضاع المتحف الحربي بحسب التسلسل التاريخي ابتداءً من العصر الحجري (6000-3000 قبل الميلاد)، ثم الفترة الإسلامية، حتى مرحلة الاحتلالين العثماني في شمال اليمن، والإنكليزي جنوبها، مرورا بالمقاومة الوطنية، ثم التحرير، ثم مرحلة حكم الأئمة، وما انتابها من مظالم وأحداث حصلت على الشعب، وما قامت من حركات معارضة وما بعدها. كما أن هذا الترتيب التاريخ يصاحبه تسلسل في القاعات المضيفة لهذه الأحداث بداية من القاعة الأولى حتى الثانية عشرة.
يضم المتحف الحربي عرضاً لمختلف الكنوز التاريخية موزعة في مجمل تقسيمات صالاتـه وتتضمن جانب الموروث من الأسلحة البدائية بالإضافة إلى النقوش والمخطوطات والصور والوثائق واللوحات الفنية ، وذلك كما يلي:
- أسلحة نارية بدائية الصنع معروضة حسب تطورها حتى اليوم .
- نقوش بالخط المسند حجرية وبرونزية وتماثيل حجرية ورخامية تمثل الإنسان والحيوان بالإضافة إلى الأدوات والأواني البرونزية والحجرية والرخامية والفخارية تعكس مخلفات الحضارة اليمنية القديمة في عصر ما قبل الميلاد حتى بداية العصر الإسلامي .
- مخطوطات في رقوق ورق منذ العصر الإسلامي المبكر بالإضافة إلى العتاد من الأسلحة من سيوف وخناجر ورماح ذات الصنع اليمني التي انتشرت في الأمصار الإسلامية لشهرتها وذيوع صيتها من حيث جودة الصنعة .
- بداية تكوين الجيش الإمامي الذي عُرف بالجيش الحافي ومراحل تطوره .
- صور وثائق رجال المعارضة لحكم الطغيان الإمامي وحركة الأحرار وقادة ثورة ( 1948 م ) بالإضافة إلى صور حركة ( 1955 م ) وصور بعض قادة الحركات القبلية في ( 1959 م ) وصور الفدائيين الذين حاولوا اغتيال الإمام الطاغية «أحمد بن يحيى حميد الدين» في الحديدة عام ( 1961 م ) أملاً في تخليص اليمن من شروره وجبروته .
- صور لرجال ثورة 26 سبتمبر الخالدة عام ( 1962 م ) وشهدائها الأبرار بالإضافة إلى مجسم كبير يوضح سير وتحرك رجال الثورة نحو الأهداف ومحاصرتها والقضاء عليها .
- مجسم يعبر عن تلاحم الجيش اليمني وجيش مصر العربية الشقيقة في الدفاع عن الثورة اليمنية من تسلل وهجمات المرتزقة المحليين والعرب والأجانب من أنصار الحكم الإمامي البائد.
- صور لقادة وشهداء جيش مصر الشقيقة – ونماذج الأسلحة المستخدمة آنذاك .
- صور لرجال ثورة 14 أكتوبر ( 1963 م ) الخالدة وشهدائها الأبرار ومشاهد لممارسة الاستعمار البريطاني البغيض ضد المواطنين اليمنيين .
- صور قوات البدر المخلوع أثناء تدريب المرتزقة مع قطع الأسلحة التي تم الاستيلاء عليها من قبل المدافعين عن صنعاء والثورة اليمنية أثناء حصار السبعين يوماً ، بالإضافة إلى خرائط ومجسمات ضخمة توضح سير معركة الحصار .
- صور ووثائق كل اللقاءات والفعاليات الوحدوية الخاصة بالوحدة التي أعادت لليمن كبرياءها وسموها بين الأمم .
- مرحلة تطور القوات المسلحة اليمنية وما وصلت إليه من المعدات والتجهيزات المتطورة لحماية كل شبر من أراضي الجمهورية براً وجواً وبحراً .

## المتحف والتاريخ المصري

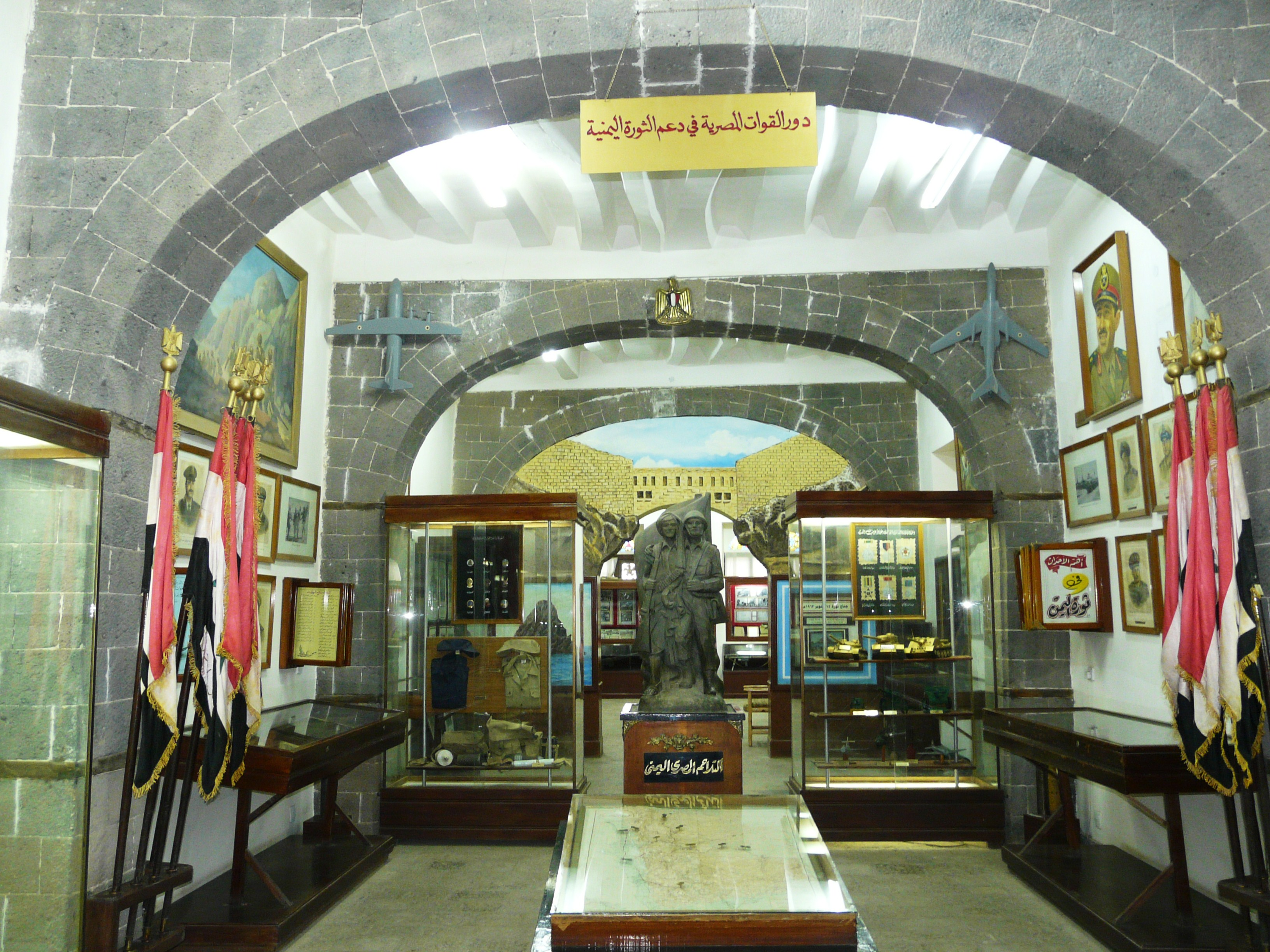
تمثال مجسم يبرز الدور المصري في دعم اليمن بالجيش المصري لقيام ثورة 26 سبتمبر في القاعة السادسة.

تم تخصيص جناح خاص في القاعة السادسة لعرض دور القوات المصرية في اليمن ودعمها لحركة 26 سبتمبر عام 1962، كما تم عمل مجسم يعبر عن مدى التلاحم اليمني المصري آنذاك إضافة لمنشورات صحف مصرية تحدثت عن الثورة في اليمن. يحوي الجناح أيضا بعض الصور واللوحات الفنية لجمال عبد الناصر وعبد الحكيم عامر وأنور السادات.

## صور من المتحف

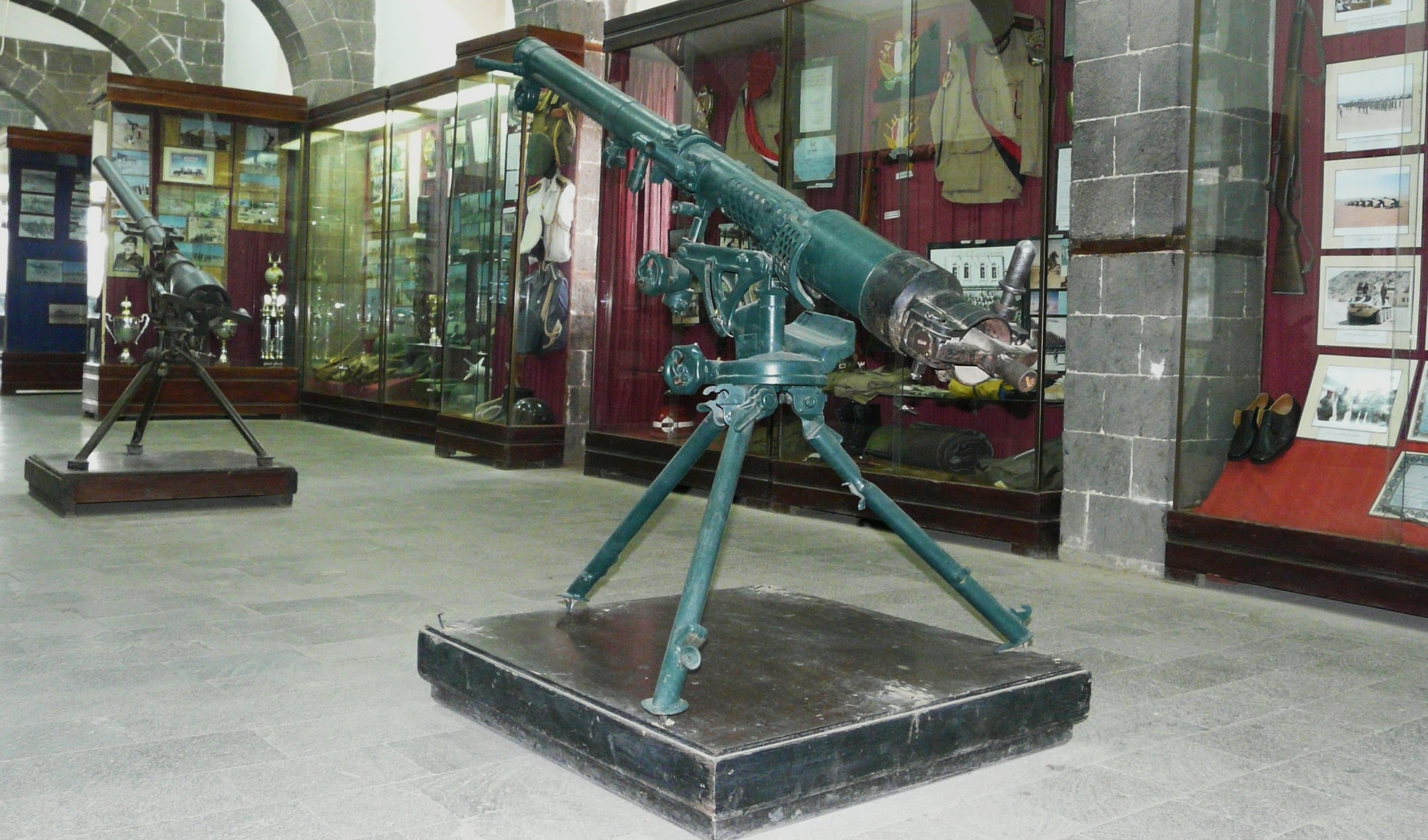
آثار في المتحف
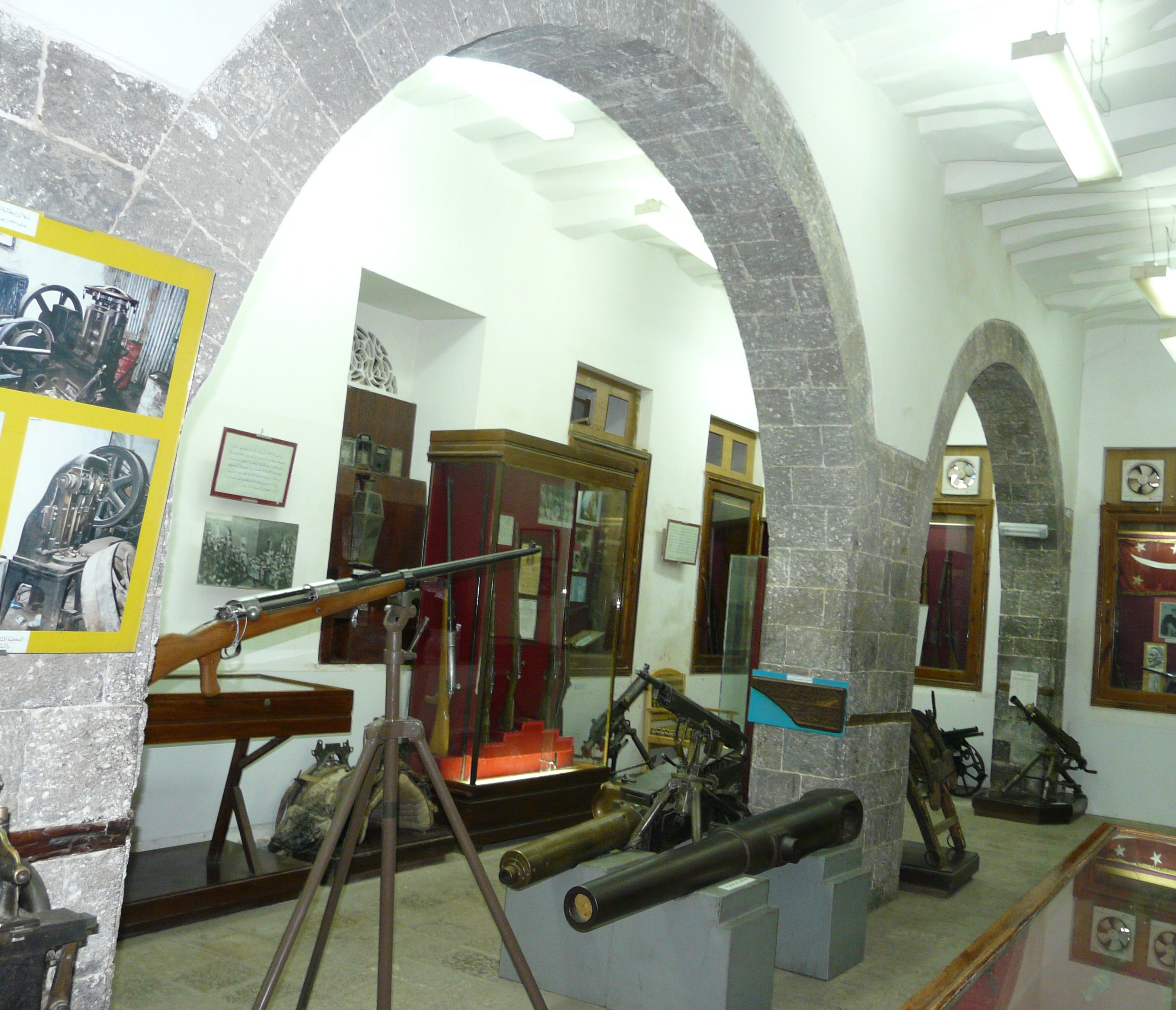
آثار في المتحف
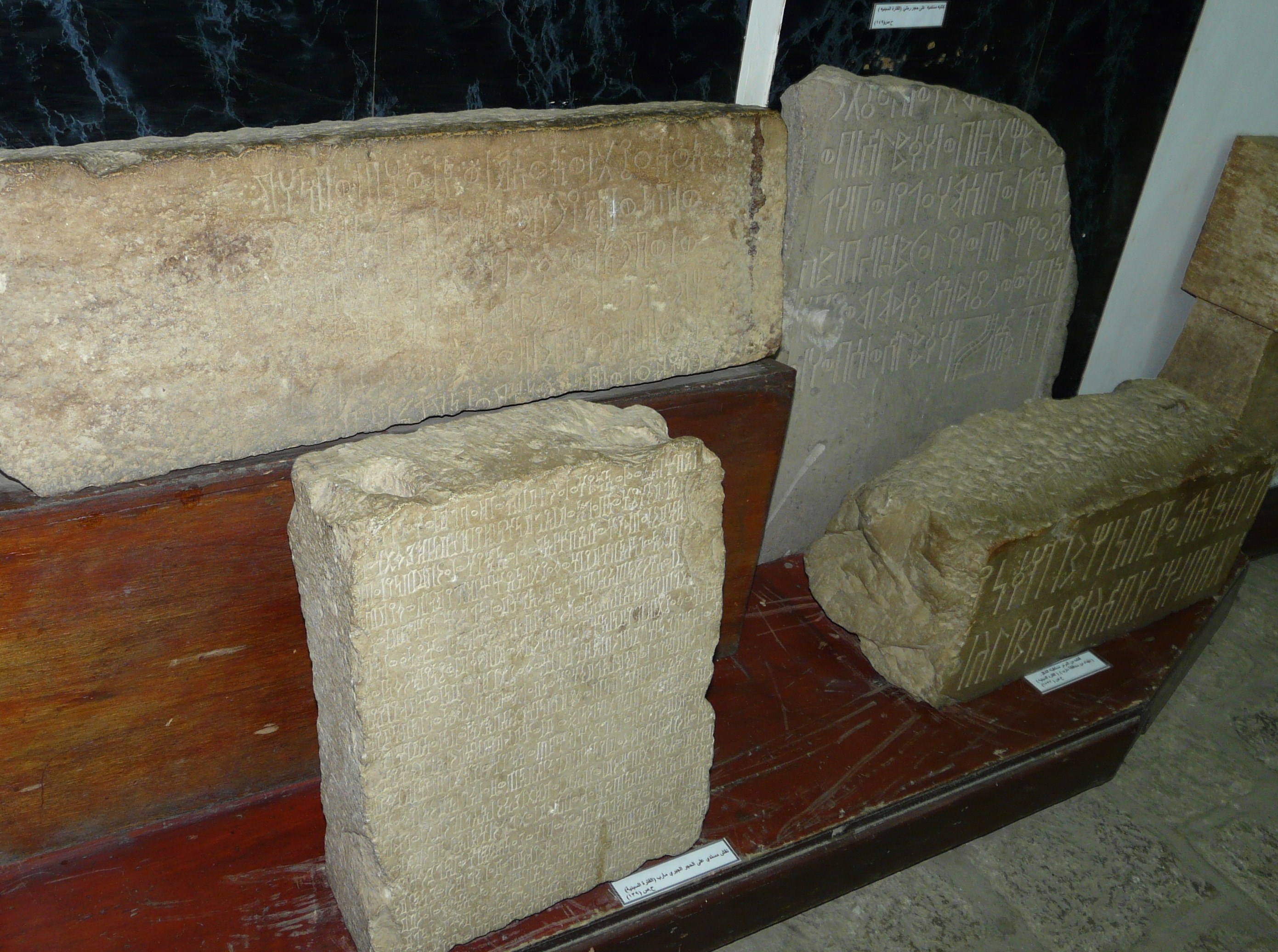
نقش حجري بخط المسند
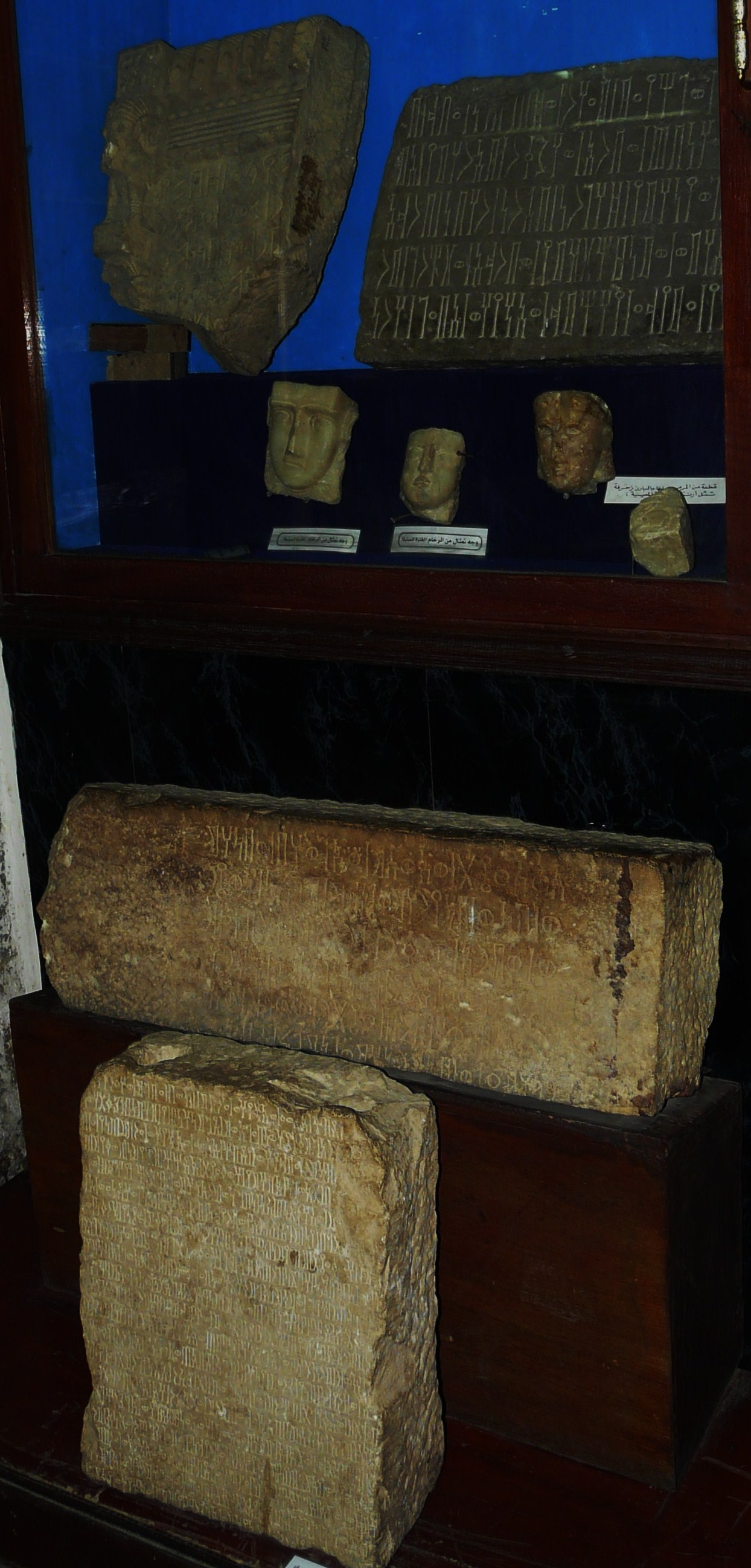
نقش حجري بخط المسند
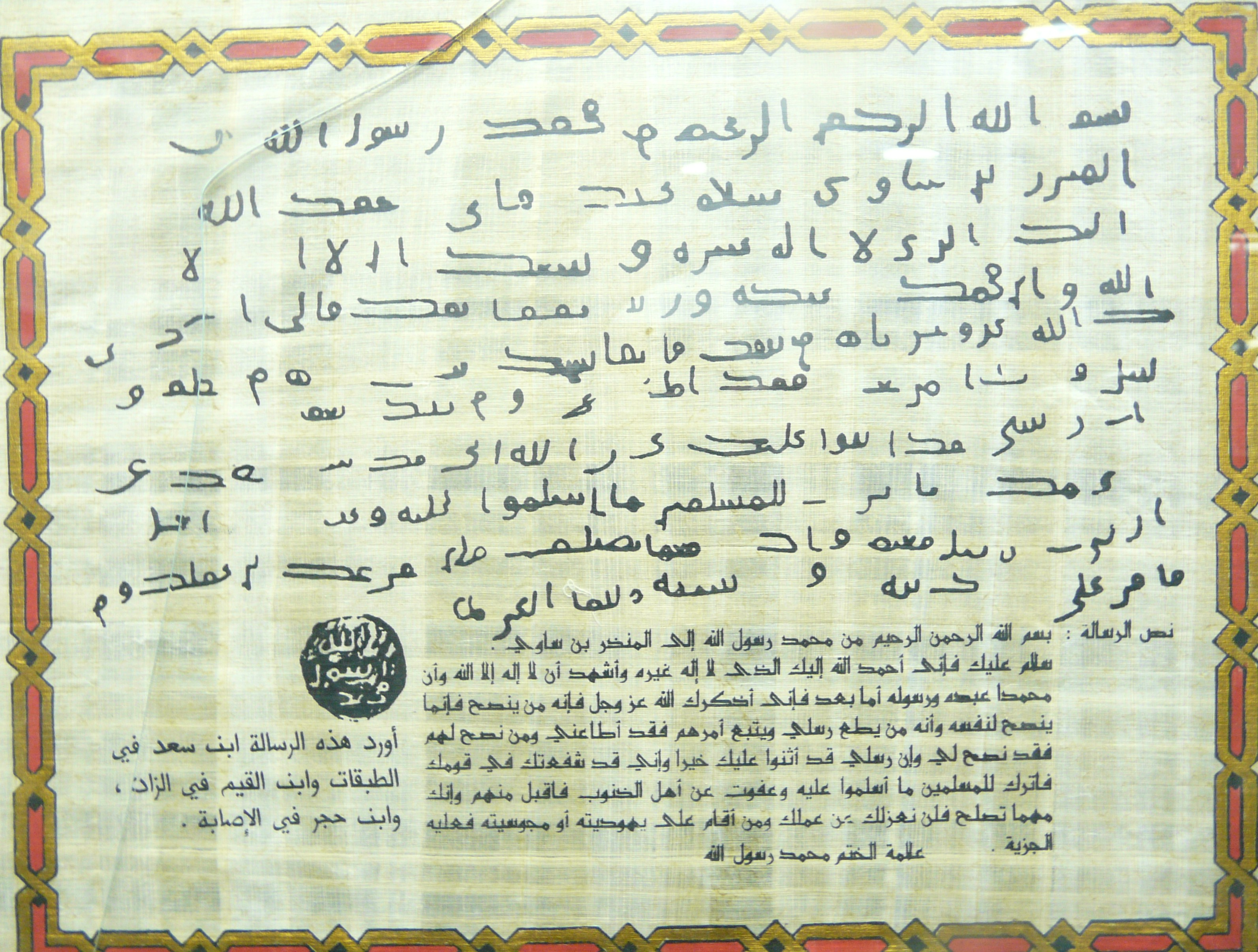
مخطوطة أثرية قديمة تعود لأوائل العصر الإسلامي عليها ختم النبي محمد في إحدى رسائله إلى ملك البحرين المنذر بن ساوى.
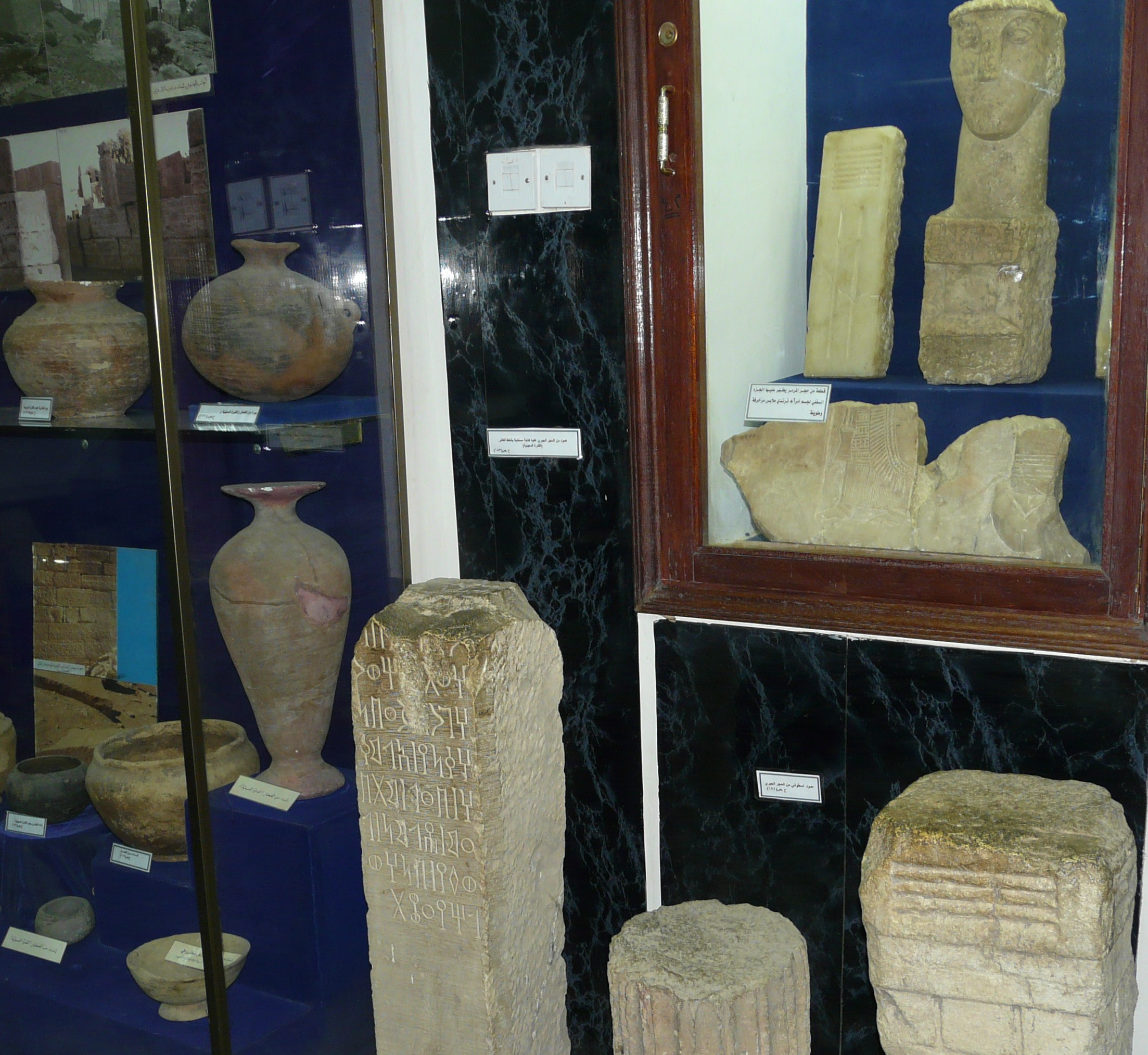
آثار في المتحف
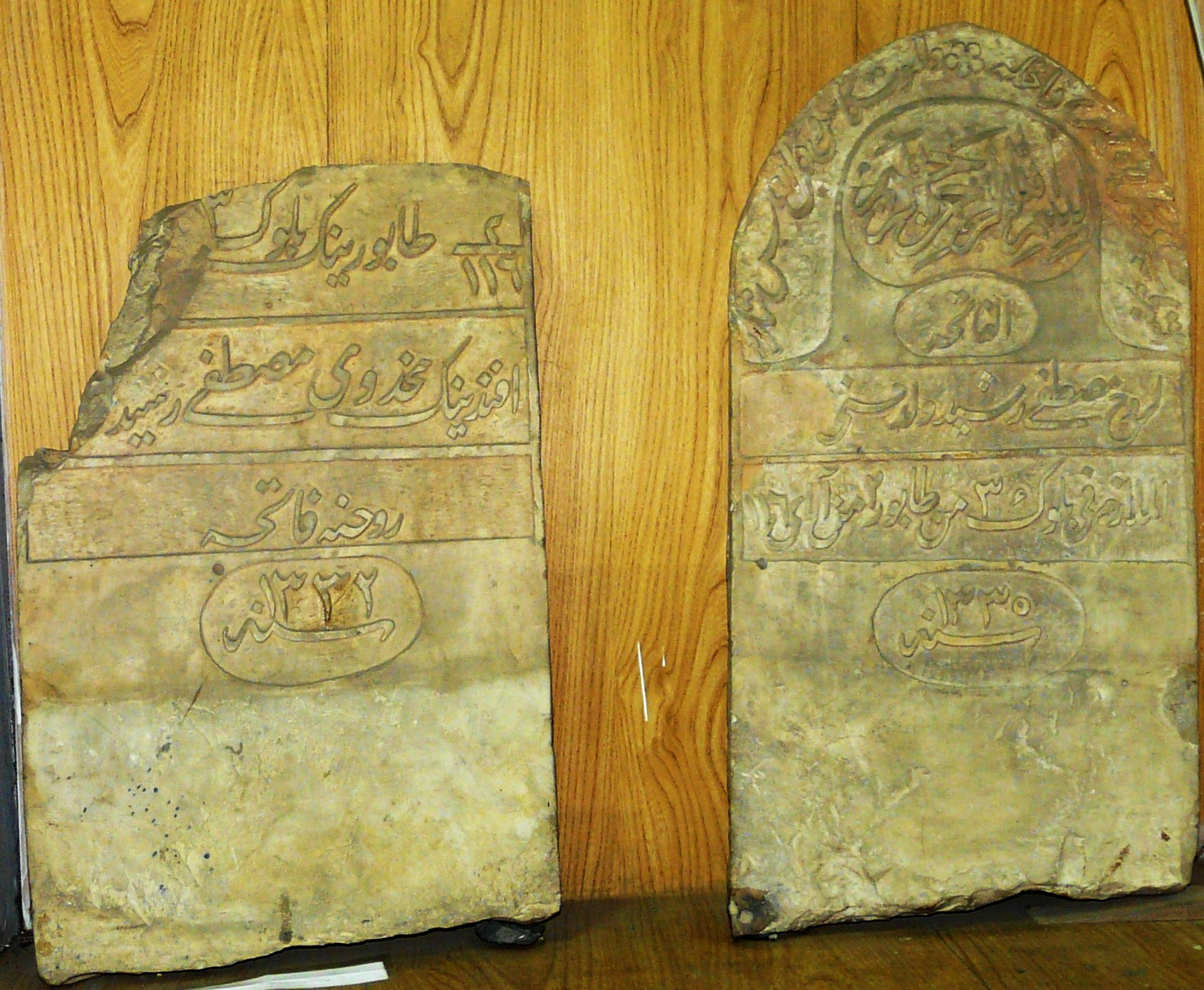
آثار في المتحف
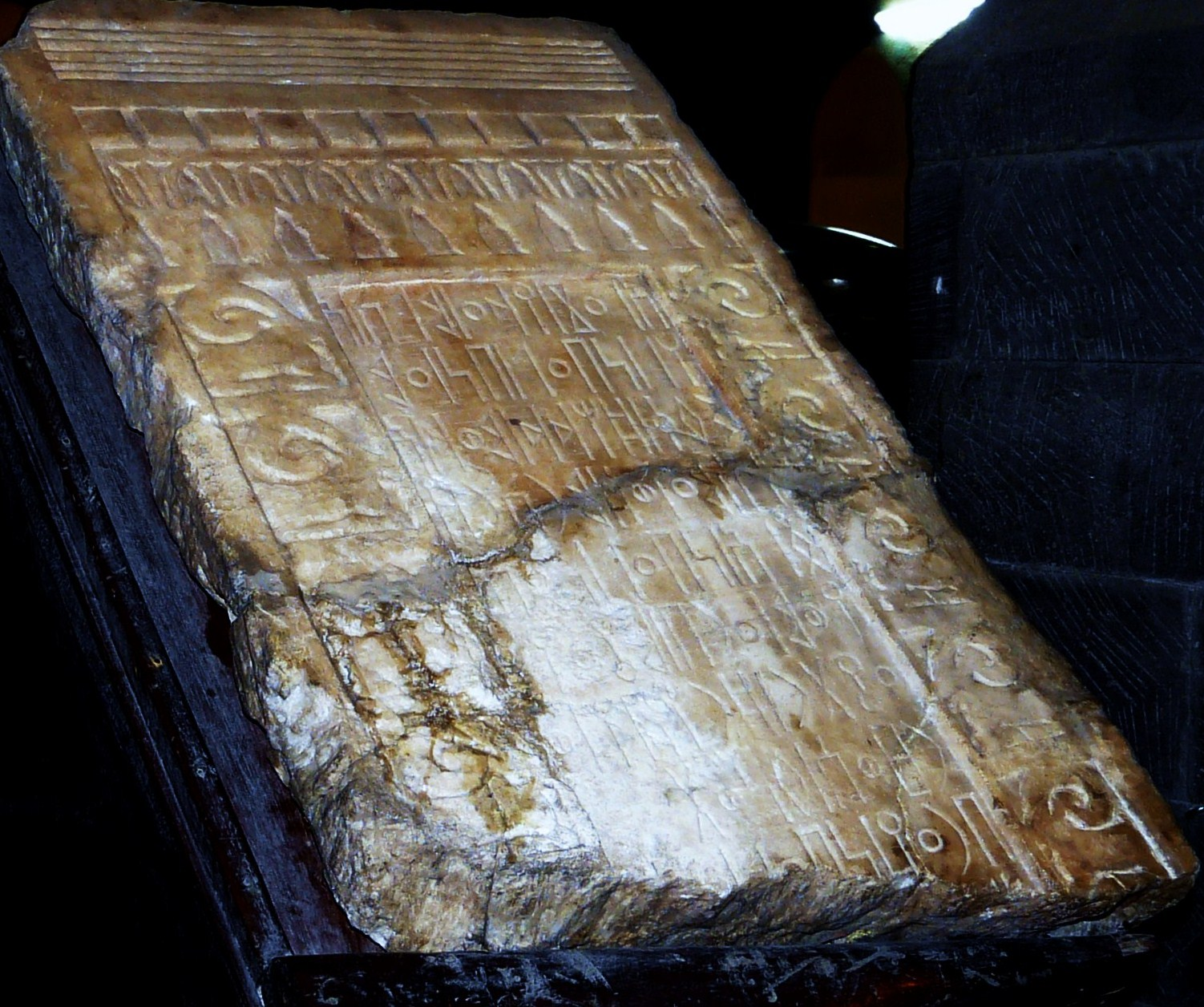
آثار في المتحف
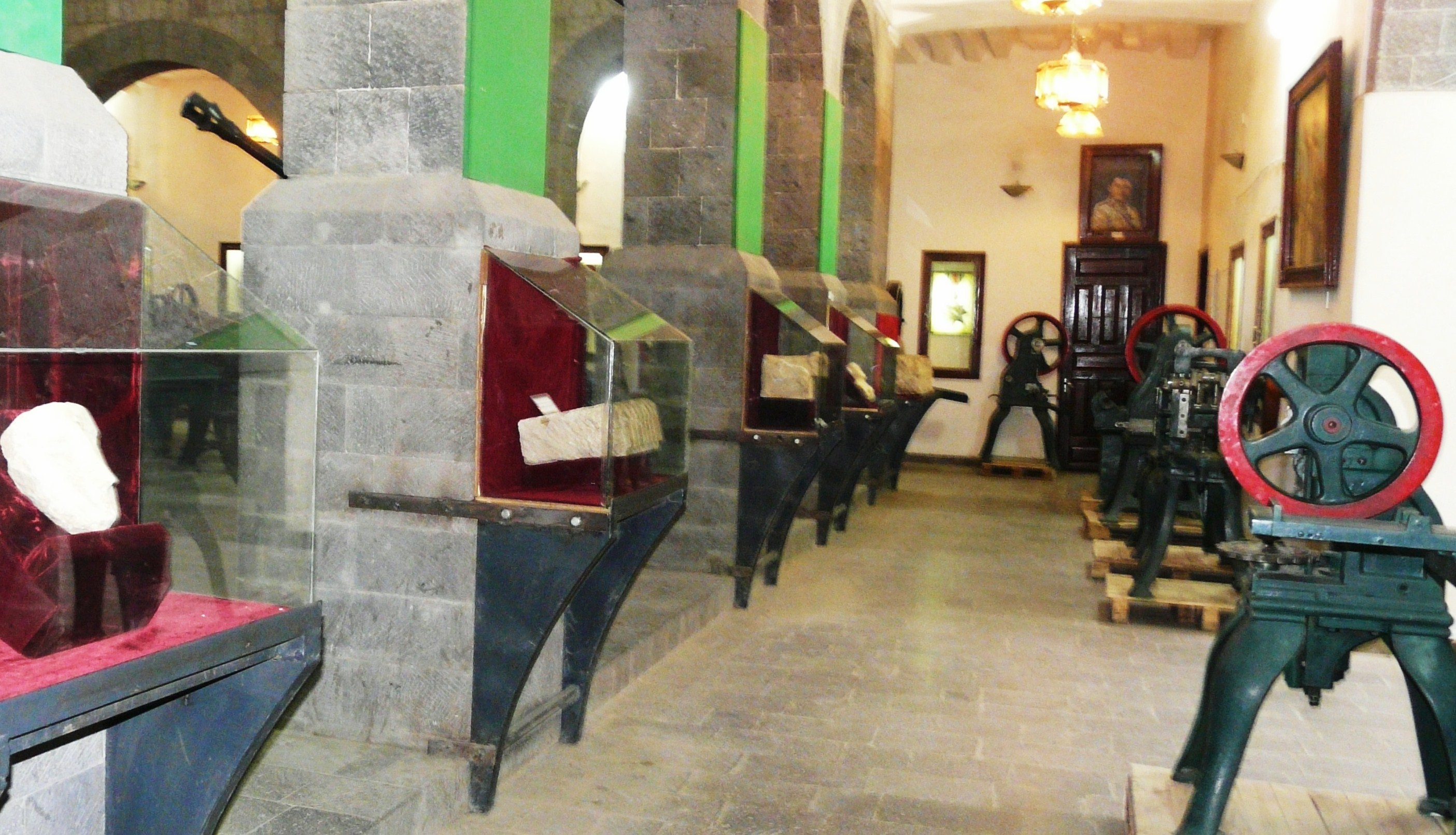
آثار في المتحف
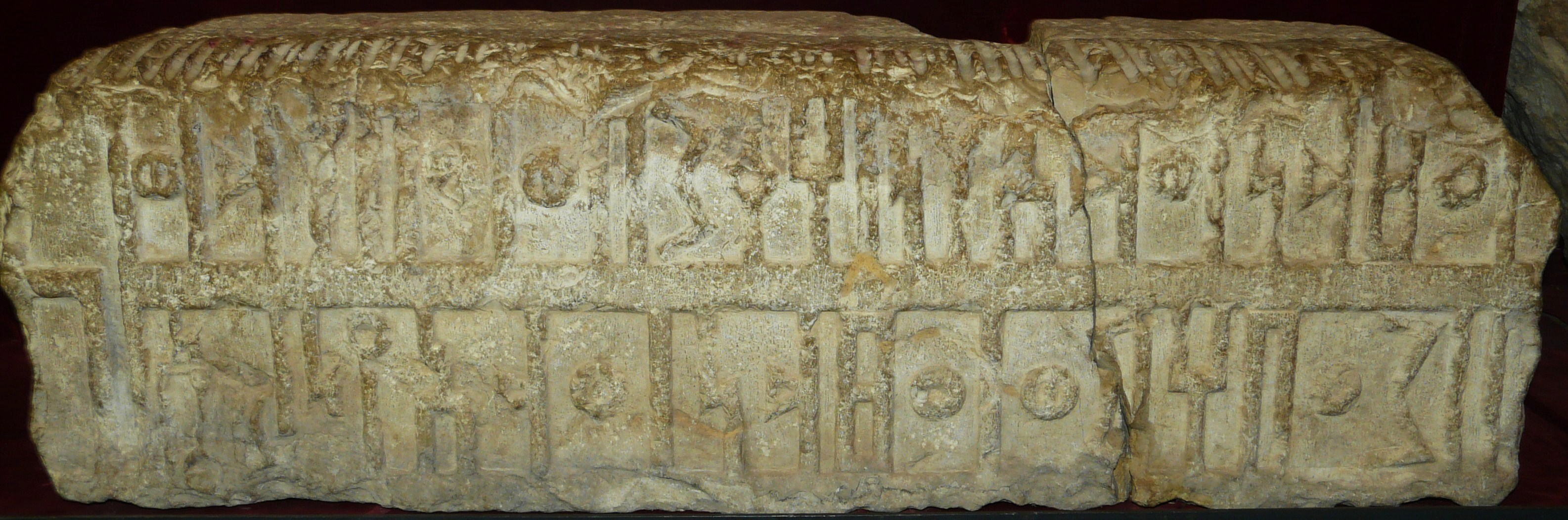
آثار في المتحف
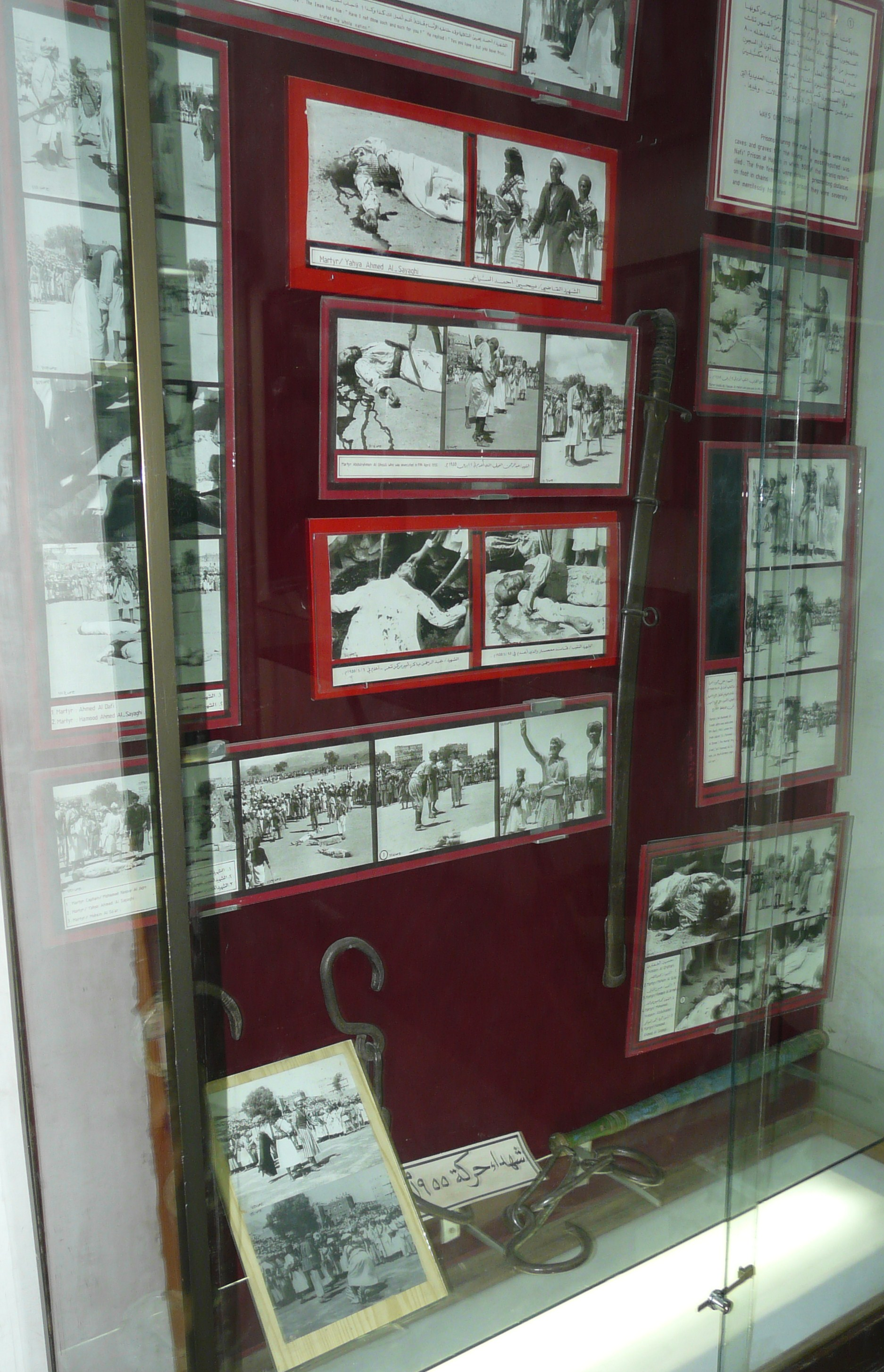
آثار في المتحف

## وصلات خارجية
دليل صنعاء